# HH 46/47
HH 46/47 とは、地球から見てほ座の方向に1470光年離れた位置にあるハービッグ・ハロー天体である。

## 概要
HH 46/47 は、反射星雲として観測されるおうし座T型星の原始星を囲む星雲の HH 46 と、ジェットの HH 47 で構成されており、それぞれ別々にカタログ番号が与えられている。また、HH 47 は HH 46 を囲む弧状の HH 47A 、地球に近づく方向にある極めて長いジェットの HH 47B 、地球から遠ざかる方向にある短く見えるジェットの HH 47C に分けられる場合もある。非常にはっきりとしたジェットが特徴的であり、しばしば観測対象となる。ジェットの速度は、時速70万km以上。ハッブル宇宙望遠鏡の観測では HH 47B がわずか数年の観測でも移動しているのがわかるほどである。太陽系の10倍の規模で、バウショックが観察できる。

## ジェット

ジェイムズ・ウェッブ宇宙望遠鏡によるこの赤外線画像では、恒星 (中央)、接近するローブ (右上)、および後退するローブ (左下) がはっきりと見える。接近するローブでは分子の流出がないことは明らかである。この天体の直径は 0.57 パーセクである。

ハービッグ・ハロー天体は通常、原始星に対して双方向にジェットを放出していると考えられているが、そのうち地球からみて遠ざかる方向にあるジェットである HH 47C は、地球から見て手前側にある暗黒星雲の ESO 210- 6A に隠されており、観測が困難であった。2013年にアタカマ大型ミリ波サブミリ波干渉計は HH 46/47 に含まれる一酸化炭素から放出される電波を観測し、ESO 210- 6A に隠された部分の HH 47C の構造が観測された。この観測は約5時間と非常に早く終わっており、他の望遠鏡の10分の1程度の観測時間で済んでいる。この観測によって、ジェットの動きはこれまで考えられていたものより速度が速いことが分かった。また、HH 47C と直交する未知のジェットも同時に捉えており、HH 46 と連星関係にある未知の原始星ではないかと推定されている。